# José Luis Alonso Sandoval
José Luis Alonso Sandoval (San Pedro de las Colonias, Coahuila, 24 de febrero de 1937) es un maestro y político mexicano, que ha sido sucesivamente miembro del Partido Revolucionario Institucional (PRI), el Partido del Frente Cardenista de Reconstrucción Nacional (PFCRN) y del Partido de la Revolución Democrática (PRD).

## Biografía
Hijo de maestros rurales, realizó sus estudios de primaria en la Escuela Pública «Francisco Sarabia» de la comunidad de El Compás, Durango; y la secundaria en la Escuela Normal Rural «Lauro Aguirre» de Tamatán, Tamaulipas. Egresó como maestro de la Escuela Normal de Saltillo, Coahuila en 1955.
Posteriormente realizó la preparatoria en la Escuela Preparatoria Nocturna del Estado de Coahuila y entre 1958 y 1964 cursó la licenciatura en Derecho en la Universidad Nacional Autónoma de México (UNAM). De 1961 a 1962 fue presidente de la Sociedad de Alumnos de la Facultad de Derecho de la UNAM, en donde tras un conflicto estudiantil, fue expulsado el mismo 1962. De 1957 a 1967 ejerció como maestro de primaria.
Fue secretario auxiliar del secretario general del comité organizador de los Juegos Olímpicos de México 1968 Alejandro Ortega San Vicente, y secretario particular el director general de Educación Superior de la Secretaría de Educación Pública (SEP). En 1970 es postulado candidato del PRI a diputado federal por el Distrito 3 del Distrito Federal, resultando triunfador al recibir 42 252 votos, frente a 21 106 votos de su competidor del PAN, Luis Calderón Vega; ejerciendo en la XLVIII Legislatura que concluyó en 1973. En esta legislatura fue integrante de las comisiones del Distrito Federal; de Zonas Áridas; y, de Asuntos Forestales.
De 1972 a 1973 fue secretario de Organización de comité nacional de la Confederación Nacional de Organizaciones Populares (CNOP) y de 1973 a 1975 ocupó el mismo cargo en el comité del PRI en el Distrito Federal. De 1979 a 1980 fue presidente del PRI en el Distrito Federal; de 1980 a 1981 fue secretario de Organización del comité nacional del PRI y de 1981 a 1982 subdirector administrativo de la Comisión para la Regularización de la Tenencia de la Tierra (CORETT) de la Secretaría de la Reforma Agraria (SRA), estos dos cargos, cuando era presidente nacional del PRI y luego titular de la SRA Gustavo Carvajal Moreno en el gobierno de José López Portillo.
De 1983 a 1984 fue delegado de la SEP en el estado de Tamaulipas. En 1985 fue nombrado delegado del entonces Departamento del Distrito Federal en Gustavo A. Madero. En 1988 se unió a la Corriente Democrática del PRI que lideraban Cuauhtémoc Cárdenas Solórzano y Porfirio Muñoz Ledo, y renunció a su militancia en el PRI y se unió al entonces Partido del Frente Cardenista de Reconstrucción Nacional (PFCRN). Dicho partido lo postuló nuevamente a diputado federal en las elecciones de aquel año por el principio de representación proporcional y resultó elegido para la LIV Legislatura de dicho año al de 1991. Inicialmente miembro del grupo parlamentario del PFCRN, permaneció en el cuando en 1989 se constituyó en el del Partido de la Revolución Democrática (PRD), aunque antes de concluir la legislatura se unió al grupo y militancia en el PRD.